# ヴァイエイトとメリクリウス
ヴァイエイト (Vayeate) とメリクリウス (Mercurius) は、1995年放送のテレビアニメ『新機動戦記ガンダムW』に登場する架空の兵器。有人操縦式の人型ロボット兵器「モビルスーツ」 (MS) のひとつ。
作中の敵側勢力である「OZ（オズ）」の試作型MS。「攻撃」と「防御」の二つの要素をそれぞれに集約した双子機として製造された。主人公「ヒイロ・ユイ」と「トロワ・バートン」が搭乗する有人型と、「MD（モビルドール）」と呼ばれる無人型の2タイプが存在する。
メカニックデザインはカトキハジメが担当。
本項では、外伝作品『新機動戦記ガンダムW デュアルストーリー G-UNIT』に登場する発展機についても併せて記述する。

## 機体解説
OZに身柄を拘束された5人のガンダム開発者が、トーラスをベースに共同開発した試作機。ガンダムを撃破可能な性能を求めた機体であるが、単機にすべての能力を盛り込むよりもそれぞれに機能を分割し、連携して運用することで総合的な戦闘力を向上させること主眼としている。
頭部にはトールギスと同様の構造を備え、カバーを展開することで正方形状のカメラが露出する。カバーを閉じた状態でも戦況の確認は可能であるが、視野は狭くなる。のちにMDとしても利用され、2機に採用された装備群を集約したものがビルゴに導入される。

## ヴァイエイト
青い機体色と頭部の一本角状アンテナが特徴の砲撃戦特化機。機体名はエジプト神話の女神「ヴァイエト（ハウヘト、またはヘヘト）」に由来する。

### 武装・装備
ビームキャノン
バックパックのジェネレーターと有線接続された大型ビーム砲。ウイングガンダムのバスターライフルを上回る威力と連射性を有しながら、ジェネレーター直結式とすることで発射回数も大幅に増えている。ビームが広角射出されるために単機への攻撃のみならず、複数機や要塞戦でも使用可能な性能を有している。ジェネレーターは発砲時にカバーが展開し、排熱を行う構造となっている。
のちのビルゴにもマイナーチェンジ型が標準装備され、アルトロンガンダムのビームキャノンにも本武装の技術が応用される。

### 劇中での活躍
OZ宇宙軍のMS開発区で、レディ・アンが5人の科学者から機体の解説を受けているところを、侵入したヒイロが上半身のみの完成度50パーセントの本機を起動し、ビームキャノンを発射するも、同じく完成度80パーセントのメリクリウスのプラネイトディフェンサーに無効化され、双方エネルギー切れで機能停止する。完成後はテストパイロットとしてトロワが搭乗し、ヒイロのメリクリウスとともに任務に就く。
MD型トーラスを率いて、サンクキングダム大使として宇宙に上がったゼクス・マーキスのトールギスと交戦するが、ヒイロのメリクリウスを援護するかのように装いつつ、味方のトーラスをビームキャノンで巧妙に破壊していく。
その後、未確認のガンダムがOZの基地やコロニーの破壊を始めたという情報が入り、それを迎え撃つために再度出撃する。それがカトル・ラバーバ・ウィナーによるものであると知るトロワは、デュオ・マックスウェルと張五飛の新型機の完成とタイミングを合わせて再びOZに反旗を翻そうと考え、カトルの乗るウイングガンダムゼロの性能を見極めようとする。しかしゼロシステムに取り込まれ、理性を失ったカトルは容赦なく2人を攻撃。トロワはカトルを説得を試みるが、ウイングゼロのツインバスターライフルにより機体が半壊するダメージを受ける。さらに止めの一撃を撃たれようとするヒイロのメリクリウスをかばい機体は爆発、トロワは宇宙空間に投げ出される。
のちにホワイトファングに拘束された5人の科学者によって、トロワの戦闘データが組み込まれたMDとして、ヒイロのデータを搭載したメリクリウスとともに再製造される。リーブラに潜入してデータを持ち出したヒルデを追い詰めるが、助けに入ったデュオによってメリクリウスとともに撃破される。

## メリクリウス
赤い機体色とU字型の頭部アンテナが特徴の防御・接近戦特化機。機体名はローマ神話の神「メルクリウス（マーキュリー）」に由来する。

### 武装
プラネイトディフェンサー
背部に計10基装備される円盤状のフィールドジェネレーター。強力な電磁フィールドで敵のビームを弾くが、自機やヴァイエイトの攻撃には干渉しないようになっている。また2基以上で敵MSを取り囲み、その間に瞬時に電磁フィールドを発生させることで反応炉を停止させる攻撃的運用も可能。ガンダニュウム合金を採用しており、周囲の状況によって特性を変化させ優れた耐熱・耐衝撃性能を発揮する。ジェネレーターは分離後それぞれ独立して行動し、防御範囲を自在に操作可能。一般的なビームならば理論的には1基だけでも充分防げるが、MSの前面を覆うには3基程度は必要になる。
のちのビルゴとビルゴIIにもそれぞれ4基と8基のディフェンサーが装備され、ガンダムデスサイズヘルのアクティブクロークも同様の技術が応用される。
クラッシュシールド
対ビーム用の電磁フィールドを展開する円盤型シールド。完全防御こそできないものの、ツインバスターライフル級のビームも威力を減免し持ち堪える。
中央部からは強力なビームサーベルを展開し、格闘戦に使用される。このサーベルに用いられた技術は、アルトロンガンダムのツインビームトライデントにも応用される。
画稿の添え書きには、本シールドからビームシールドを展開可能にする提案も記述されている。ただし、これが設定面に採用されているかは定かではない。
ビームガン
ピストル状の小型ビーム砲。低威力だが連射性と取り回しに優れた近距離用の牽制装備で。その小回りの良さを生かして近接戦闘で使用される。

### 劇中での活躍
潜入したヒイロによって上半身のみの状態のヴァイエイトのビームキャノンで破壊されかけるが、間一髪でプラネイトディフェンサーを起動し難を逃れる。その後テストパイロットとしてヒイロが搭乗し、トロワのヴァイエイトとコンビで任務にあたる。
サンクキングダム大使として宇宙に上がってきたゼクスのトールギスと交戦し、カトルのウイングゼロとの戦いでは大破したヴァイエイトとともにOZに回収される。
捕虜となったヒイロがウイングゼロで暴走を始めると、カトルは回収されたメリクリウスに乗ってヒイロの前に立ち塞がり、道連れの自爆攻撃を敢行するが、ウイングゼロの耐久力の前に失敗する。
のちにホワイトファングに拘束された科学者たちによって、ヴァイエイトとともに再製造され、ヒイロの戦闘データが組み込まれたMDとして復活する。2機はリーブラのデータを持ち出したヒルデを追い詰めるが、助けに入ったデュオにヴァイエイトとともに撃破される。

## 備考
デザインを手がけたカトキハジメは「ヒイロたちが乗るとは知らなかったので、悪役っぽすぎたかも、と思っています」と述べている。また、ヴァイエイトの企画書段階での呼称はマルティスであった。
スーパーファミコンソフト『新機動戦記ガンダムW ENDLESS DUEL』では、ヴァイエイトにはレディ・アン、メリクリウスにはルクレツィア・ノインがそれぞれ搭乗する。

## ヴァイエイト・シュイヴァン
『新機動戦記ガンダムW デュアルストーリー G-UNIT』に登場。エルカ・ペタソンが開発したOZプライズの攻撃用試作型MS。「シュイヴァン」(Suivant)は仏語で「次の」を意味する。ビームキャノンとジェネレーターが2基ずつに増備され、さらに強力な砲撃能力を発揮する。ヴァルター・ファーキルのハイドラガンダムの親衛隊機として配備されたが、グランシャリオからの砲撃を受けて撃破される。

### ヴァイエイト・シュイヴァン改
『新機動戦記ガンダムW G-UNIT オペレーション・ガリアレスト』(型式番号:OZ-13MSX1B-SR)
撃墜されたヴァイエイト・シュイヴァンをMO-Vで修復・改良した機体。修復にはエルカ・ペタソンがみずからかかわり、パイロットは救助されていたソリス・アルモニアが続投する。機体本体に変更はないが、腰部後方にルーナの防御パターンを学習させたプラネイトディフェンサー6基を搭載したユニットが計2基接続されている。
劇中では最終決戦時にMO-Vの防衛に出撃、ルーナがサポートするD-UNITと共にOZプライズのトーラス部隊を迎え撃つ。

## メリクリウス・シュイヴァン
『新機動戦記ガンダムW デュアルストーリー G-UNIT』に登場。ヴァイエイト・シュイヴァンと対を成すOZプライズの防御用試作型MS。プラネイトディフェンサーが20基に増備され、さらに防御能力が向上している。有人とMDによる無人運用双方が可能。ヴァルター・ファーキルのハイドラガンダムの親衛隊機として配備されるが、グランシャリオの砲撃を受けて撃破される。

### 武装
プラネイトディフェンサー
ディフェンサー各基にも敵機を捕縛する「ディフェンサーネット」と呼ばれる機能が追加されている。
A.S.クラッシュシールド［スコーピオモデル］
作中では左腕に携行する姿が確認できる。
ビームガン
スペックノートに存在するが、作中未使用。